# Cookův průliv
Cookův průliv je průliv mezi Severním a Jižním ostrovem Nového Zélandu. Průliv spojuje Tasmanovo moře na západě s jižní částí Tichého oceánu na východě.

## Geografie
Jižní pobřeží průlivu probíhá 30 km podél Oblačného zálivu (Cloudy Bay) a míjí ostrovy a přístupy k regionu Marlborough. Severní pobřeží se táhne v délce 40 km podél Palliserova zálivu, prochází kolem vstupu do přístavu Wellington, míjí předměstí města Wellingtonu a pokračuje dále v délce 15 km k Makarské pláži.

## Historie
Před dvanácti až šestnácti tisíci lety oddělil Cookův průliv Severní a Jižní ostrov.
Prvním Evropanem, který objevil úžinu v roce 1642, byl nizozemský mořeplavec Abel Tasman (1603–1659). Objevil nové území (Nový Zéland), ale neplul dál mezi ostrovy a vodstvo považoval za velkou zátoku.
Průliv je pojmenován po Jamesi Cookovi (1728–1779), prvním Evropanu, který jím proplul roku 1770 během své první plavby. V maorštině se průliv jmenuje Raukawa nebo Raukawa Moana. Raukawa, což znamená „hořké listí“. Cookův průliv je jedním z nejnebezpečnějších a nejvíce nevyzpytatelných vodních toků na světě. Ve svém nejužším místě je široký 22 km a odděluje mys Terawhiti na Severním ostrově od Perano Head na ostrově Arapawa v regionu Marlborough Jižního ostrova.
Cookův průliv přilákal evropské osadníky na počátku 19. století. Průliv využívali velryby během sezónních migrací, takže poblíž průlivu byly založeny četné velrybářské základny. Mys Perano byl hlavní velrybářskou stanicí v této oblasti. Domy postavené rodinou Perano se nyní využívají k ubytování turistů.
Od roku 1840 vznikaly trvalejší osady, nejprve ve Wellingtonu, poté v Nelsonu a Wanganui. Všechna tato raná města se shlukovala kolem Cookova průlivu jako ústředního prvku a centrální vodní cesty nové kolonie. V různých dobách byla k ochraně Cookova průlivu postavena na pobřeží opevnění. Během druhé světové války byla na kopci Rights Hill za Wellingtonem instalována dvě 9,2palcová děla s dostřelem 29 km. Pozůstatky historického opevnění průlivu lze ještě dnes na mnoha místech vidět.
Maják Penkarrow v průlivu byl prvním stálým majákem postaveným na Novém Zélandu. Jeho první strážkyně Mary Jane Bennettová byla jedinou ženskou strážkyní majáku v dějinách Nového Zélandu. Maják fungoval až do roku 1935, pak byl nahrazen majákem v Cape Baring.
V průlivu ztroskotala řada lodí, například Maria v roce 1851 (26 mrtvých), Dunedin City v roce 1865 (39 mrtvých), Svatý Vincenc v roce 1869 (20 mrtvých), Lastingham v roce 1884 (18 mrtvých), SS Penguin v roce 1909 (75 mrtvých) a TEV Wahine v roce 1968 (53 mrtvých).

## Plavba přes průliv
Trajektové spoje v Cookově úžině představují jedno z nejdůležitějších dopravních spojení mezi oběma hlavními ostrovy Nového Zélandu pro osobní dopravu a zejména pro dálkovou nákladní dopravu.
Většina přepravy probíhá mezi severním přístavem Wellington a jižním přístavem Picton. Největší část trajektové dopravy provozuje státní společnost Interislander. Trajekty kromě přepravy osob a zboží nabízí také přepravu železničních vozů a stávají se tak důležitým spojovacím článkem mezi železničními sítěmi Severního a Jižního ostrova.
Pro turisty představuje trajektové spojení přes Cookův průliv pestrou tříhodinovou plavbu po moři, která cestujícím přibližuje fascinující pobřežní krajinu na obou stranách úžiny.
Sportovní plavání přes Cookův průliv ztěžují přílivové proudy, náhlé větry, hustý lodní provoz a žraloci. Úžinu se doposud se podařilo překonat 93 plavcům (stav k prosinci 2014). Prvním úspěšným plavcem byl tehdy 27letý Novozélanďan Barry Devonport, který dne 20. listopadu 1962 potřeboval na přeplavání 11 hodin a 20 minut. Rekord je v současné době 4 hodiny a 37 minut v délce plavání 26 km a vytvořil jej 13. dubna 2008 Novozélanďan Casey Glover.